# 皮埃尔·里什

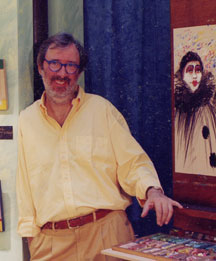
Pierre Risch in 2008.

皮埃尔·里什（Pierre Risch，1943年—），出生于巴黎，法国画家、雕刻家、设计师。

## 经历
1959年至1960年，里什就读于斯特拉斯堡装饰美术高等学院（École supérieure des Arts Décoratifs）。
1964年，他来到蒙马特，在这里遇到了他的老师之一让路易·维阿德（Jean-Louis Viard），并在1956年至1970年跟随维阿德在巴黎勒皮克街的夜校学习。两人建立了信任与友谊，直至维阿德于2009年离世。
1966年，他加入巴黎的画家团体学习传统的印刷艺术：蚀刻版画，凹铜腐蚀制版画（Aquatint），干点雕刻（Dry point），石版印刷以及絲網印刷。
1968年至1970年，里什的作品参加了巴黎的多个展览，包括：巴黎秋季艺术沙龙，法国艺术家沙龙以及独立沙龙。
1970年他在瑞士日内瓦获得青年画家一等奖。
里什荣获法兰西艺术与文学骑士勋章。

## 技术
自1960年起，皮埃尔·里什开始研究创作技巧。这也是他主要的目标。
他采用几乎被遗弃的水彩和粉彩技术，希望展示这些技术真实价值。
同时他也进行传统的铜板蚀刻和在石灰岩上进行平板印刷创作。

### 水彩
20世纪60至70年代，水彩通常作为油画前的准备工作而存在，因此不受重视。里什不采用油画，而直接用水彩作画。他的作品以系列为主（女孩，椅子，气球等等）随着时间和展览积累，他的决心和努力开始有所回报。
1970年代初期，他开始使用一种水彩画技法，在用海绵完全浸湿的纸上作画然后转化为丝网印刷作品，以便于保留纸张的白色不被水彩侵染。他制作了大幅的水彩作品，主要是富有诗意的风景画，旨在更好的还原透明度和光的效果。这些作品都是在他的旅途中完成（意大利，希腊，西班牙，布列塔尼，普罗旺斯等）。

### 水粉
在17和18世纪被艺术大师使用后，水粉因不易保存逐渐被人遗忘。里什于1970年开始与原料生产商JM Paillard 和Lambertye合作开发新型的干水粉颜料以及画底。与此同时，他正在完成一个完整的主题，即他的威尼斯朋友合作推广威尼斯狂欢节。人文题材开始出现在他的作品中并逐渐变成主题。
画廊，收藏家们以及包括圣昆丁安东.勒古业博物馆在内的博物馆支持里什完成了以“狂欢节”主题系列作品，包括“ 威尼斯狂欢节 ”，“爵士乐狂欢节”以及“舞蹈狂欢节”。

### 蚀刻版画
里什也在巴黎蒙马特区的 historical place Lacourière-Frélaut工作室进行传统的铜板蚀刻版画创作。此工作室以与毕加索合作的著名作品“沃拉尔组画”而闻名。里什在这里创作的系列建筑作品Commedia dell' Arte (1981) 被法国国家图书馆的版画馆收藏。

### 平版印刷
里什采用传统的石灰岩平版印刷完成立他的作品 : specy of Press “bête a cornes” from 1840。

## 个展以及教学展览
- 1975 巴黎 法律经济俱乐部 Club of law and economy, city Paris - France
- 1977 巴黎 保罗.里查基金会 Foundation Paul Ricard,  city Paris - France
- 1979 巴黎 参议院卢森堡博物馆 Orangerie du Luxembourg,French Senat, city Paris- France
- 1984 法国 杜尔当博物馆 Museum of the castle city of Dourdan, France
- 1984 巴黎 乌列博瑞斯维安文化中心开幕 Opening of cultural center Boris-Vian, city of Les Ulis - France
- 1987 追溯皮皮埃尔·里什水粉作品展1981-1987法国圣昆丁 安东.勒古业博物馆 Retrospective Pierre Risch Pastel 1981-1987 Museum Antoine Lecuyer-Quentin De La Tour

city of Saint-Quentin - France
- 1988 阿联酋 阿布扎比文化中心 法国周 Cultural Center city of Abou Dhabi, official exhibition French Week, United Arab Emirates
- 1990 挪威 奥斯陆 法国文化中心 Cultural Center France,  city of Oslo, Norway
- 1990 挪威 斯塔万格 法国文化中心 Cultural Center  France, city of Stavanger, Norway
- 1995 巴黎 参议院卢森堡博物馆 追溯 Retrospective  Orangerie du Luxembourg,  French Senat,city Paris - France
- 1999 法国 普瓦捷 Guest of Futuroscope, city of Poitiers - France
- 2010 瑞士 追溯里什的人生 Retrospective Risch as life,city Zoug - switzerland
- 自1968年起，里什的作品展览先后在法国以及国外的各大城市举行（布鲁塞尔，日内瓦，阿布扎比，纽约，东京）

## 公共展览
- 法国圣昆丁 安东.勒古业博物馆 Museum Antoine Lecuyer,city of  Saint-Quentin (Aisne)- France
- 法国杜尔当 城堡博物馆 Museum of the castle , city of Dourdan - France
- 法国国家图书馆版画馆 Cabinet des estampes de la bibliothèque nationale de France- city Paris - France
- 法国国民议会 Assemblée nationale française - city Paris - France
- 法国 巴黎信托与投资银行 Caisse des dépôts et consignations of the city Paris - France
- 法国 埃夫里警察局 Prefecture of the city Evry - France
- 法国 卡昂警察局  Prefecture of the city Caen - France
- 法国下诺曼底 当代艺术基金会 Frac country- Basse-Normandie - France
- 法国乌列 阿蒙学院 School les Amonts,  city Les Ulis - France
- 法国埃松那 让弗利区政府 organisation the District - city of  Janvry (Essonne) - France
- 法国 乌列市政府 city of Les Ulis _ France
- 法国 杜尔当市政府 city of Dourdan - France
- 法国 奥赛市政府  city of Orsay - France
- 法国 奥赛图书馆 Bibliothèque  city of Orsay - France
- 法国巴黎 奥利机场  Airport of  Paris-Orly - France
- 挪威奥斯陆 法国文化中心 Institut culturel français d'Oslo
- 阿联酋 阿布扎布 谢赫扎耶德文化中心 Institute Cultural  Cheik Zayed d' Abou Dhabi - United Arab Emirates
- 美国 纽约 法国之家  organisation - Maison de la France à New York - USA
- 瑞士 楚格州音乐学院 School of music of the city Risch-Rotkreuz, Switzerland